# جنون سرعت حرارت
جنون سرعت حرارت (انگلیسی: Need for Speed Heat) یک بازی ویدئویی از سری بازی‌های جنون سرعت در سبک رانندگی است که توسط گوست گیمز توسعه یافته و به‌وسیلهٔ الکترونیک آرتس و در سال ۲۰۱۹ و در پلت‌فرم‌های پلی‌استیشن ۴، ایکس‌باکس وان و مایکروسافت ویندوز منتشر شده‌است.